# Archipel des Primeiras et Segundas
L'archipel des Primeiras et Segundas est une chaîne de 10 îles-barrières peu peuplées et de deux complexes de récifs coralliens situés dans l'océan Indien au large de la province de Zambezia au Mozambique. Les îles forment deux groupes le long de la rive ouest du canal du Mozambique, les îles Segundas étant situées près de la ville côtière d'Angoche.

## Description
Les îles se trouvent en un chapelet le long du plateau continental africain. Les cinq îles Segundas se trouvent au nord, séparées par une étendue d'eau libre et des récifs des cinq îles de la chaîne Primeiras au sud. Les côtés est des îles sont bordés de récifs coralliens, composés principalement de coraux mous, avec des coraux durs à leurs bords sud. Des herbiers marins sont situés entre les îles et le continent, qui constituent des habitats importants pour les tortues marines et les dugongs. Les îles du sud abritent les plus grandes aires de nidification des tortues vertes du Mozambique. Les tortues imbriquées et les tortues olivâtres utilisent les îles pour chercher de la nourriture sur les récifs. L’archipel abrite également la population de dugongs la plus importante de l’ouest de l’océan Indien.
La végétation de ces îles basses comprend des mangroves, des herbes et des broussailles. Au large, ils sont davantage connus pour la biodiversité de leurs spectaculaires récifs coralliens, qui abritent une importante pêcherie. En raison du manque de sources fiables d’eau douce, les habitations sur les îles sont clairsemées — principalement pour les opérations de pêche.
Ilha do Fogo, la deuxième île du sud de l'archipel, possède actuellement la seule infrastructure des îles Primeiras et fonctionne à l'énergie solaire. Elle est aménagée comme une retraite SCUBA pour de petits groupes d'invités.

## Histoire

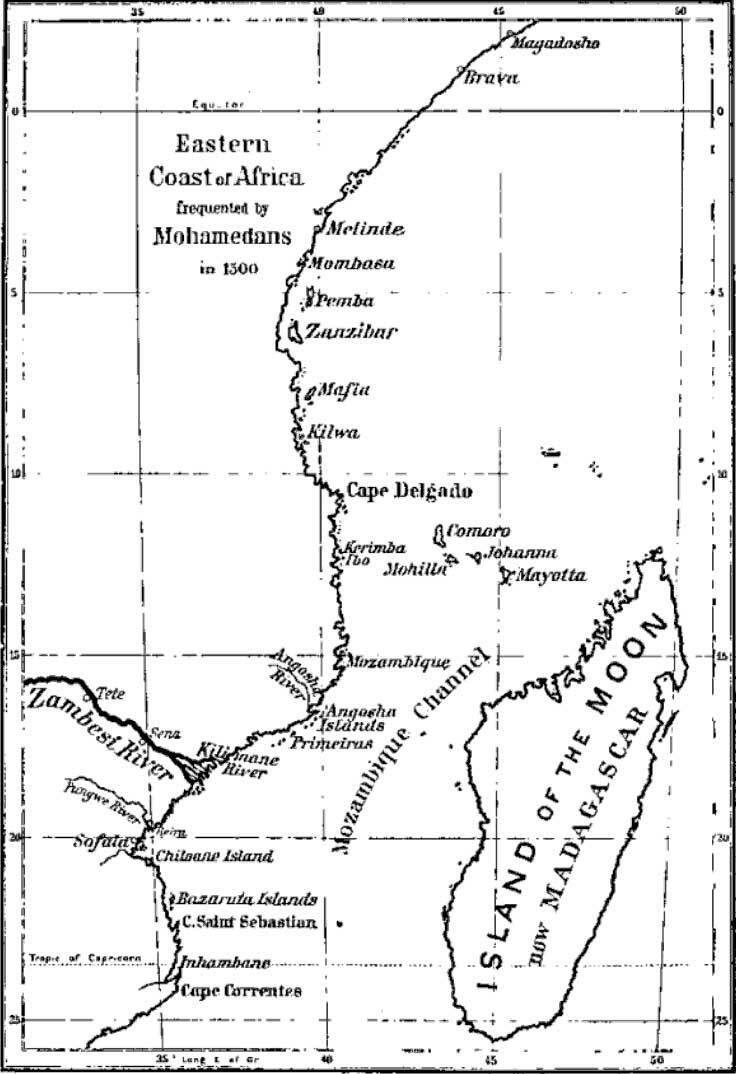
La chaîne Primeiras et Segudas dans le canal du Mozambique près d'Angoche, v. 1500.

La découverte européenne de l'archipel a lieu le 25 février 1498 lors de la première expédition de Vasco de Gama en Inde. Les îles sont devenues une étape importante pour les flottes commerciales portugaises naviguant vers l'Inde et l'Orient, qui avaient souvent besoin de réparations d'urgence après avoir contourné le cap de Bonne-Espérance,. Les îles sont restées une colonie du Portugal jusqu'à l'indépendance du Mozambique en 1975, date à laquelle elles sont devenues une partie du Mozambique.

## Efforts de conservation
La zone est menacée par les opérations de pêche illégales et les impacts du tourisme non autorisé. L’abattage des mangroves côtières a également accru l’érosion, avec des effets négatifs sur la vie marine. L'archipel a fait l'objet de projets conjoints de conservation et de développement menés par CARE et le Fonds mondial pour la nature en coopération avec le gouvernement du Mozambique et des ONG locales entre 2008 et 2018. Ces projets visaient à préserver l'environnement et le système de récifs coralliens environnants, à restaurer la pêche, à protéger les zones de reproduction des sternes fuligineuses, des dugongs et des tortues vertes, et à créer une meilleure qualité de vie pour les habitants de la région.
L'objectif initial des projets était la création d'un réseau de 17 000 km 2 à protéger en tant que réserve marine. Cela a été réalisé en 2012 lorsque le Mozambique a créé la plus grande zone marine protégée d'Afrique entourant les îles. Bien que le projet conjoint ait cessé ses activités, l'objectif permanent est de sensibiliser la population locale à la manière dont leurs activités affectent l'environnement dans son ensemble et leur propre sécurité et prospérité à long terme grâce aux efforts de Fire Island Conservation et d'autres OBNL. L'évolution vers des méthodes d'agriculture et de pêche plus durables est également un objectif de sensibilisation des communautés de la région,,.